# ورزشگاه لاس‌گاوناس
ورزشگاه لاس‌گاوناس (به اسپانیایی: Estadio Las Gaunas) با ظرفیت ۱۶٬۰۰۰ نفر یکی از ورزشگاه‌های فوتبال کشور اسپانیا است که در شهر لگرنیو ایالت لاریخا واقع شده‌است. این ورزشگاه در سال ۲۰۰۲ بازگشایی شد و در حال حاضر بازی‌های خانگی باشگاه فوتبال لگرنیوس در آن برگزار می‌گردد.